# Anne Sophie Duprels
Anne Sophie Duprels, née le 26 janvier 1973 à Paris, est une artiste lyrique (soprano) française.

## Biographie
Après des études musicales en piano, accompagnement, harmonie, contrepoint et danse classique, Anne Sophie Duprels étudie le chant au CNSMDP (Conservatoire national supérieur de musique et de danse de Paris) et y obtient un premier prix à l'unanimité en 1998. Elle apparaît notamment au Opera North, Scottish Opera ou encore à l'New Zealand Opera. Elle interprète notamment les rôles de Cio Cio San et Suor Angelica,.
En parallèle de son activité opératique, Anne Sophie Duprels donne régulièrement des récitals avec le pianiste Antoine Palloc et collabore avec les pianistes Pascal et Ami Rogé,.

## Enregistrements
CD & DVD : "Risurrezione" de Franco Alfano (role de Katiusha) enregistré live au Maggio Musicale Fiorentino en janvier 2020  (Dynamic). 

## Récompenses et distinctions
Anne Sophie Duprels a reçu en 2013 et 2014 plusieurs nominations pour ses interprétations de CioCioSan (WhatsOnStage Awards UK et Sterling Award Canada) et de La Voix Humaine (Manchester Theatre Award). Son interprétation de Iris remporte en 2016 le prix de « outstanding achievement » pour les Broadway Award (uk).